# Râul Răchițele, Cavnic
Râul Răchițele este un curs de apă, în județul Maramureș, afluent al râului Cavnic.